# Sainte-Sabine-Born
Sainte-Sabine-Born ist eine Ortschaft und eine ehemalige französische Gemeinde mit 368 Einwohnern (Stand: 1. Januar 2022) im Département Dordogne in der Region Nouvelle-Aquitaine. Sie gehörte zum Arrondissement Bergerac und zum Kanton Lalinde.
Mit Wirkung vom 1. Januar 2016 wurden die früheren Gemeinden Beaumont-du-Périgord, Labouquerie, Nojals-et-Clotte und Sainte-Sabine-Born zu einer Commune nouvelle namens Beaumontois en Périgord zusammengelegt. Die ehemaligen Gemeinden haben in der neuen Gemeinde den Status einer Commune déléguée. Der Verwaltungssitz befindet sich im Ort Beaumont-du-Périgord.
Nachbarorte sind Saint-Léon-d’Issigeac im Nordwesten, Naussannes im Norden, Nojals-et-Clotte im Nordosten, Rampieux im Osten, Rayet im Südosten, Rives im Süden, Mazières-Naresse und Sainte-Radegonde im Südwesten und Faurilles im Westen.

## Bevölkerungsentwicklung
| Jahr      | 1962 | 1968 | 1975 | 1982 | 1990 | 1999 | 2008 | 2015 |
| --------- | ---- | ---- | ---- | ---- | ---- | ---- | ---- | ---- |
| Einwohner | 527  | 492  | 446  | 383  | 353  | 342  | 379  | 363  |

## Sehenswürdigkeiten
- Dolmen de Pincanelle (auch Roc de Cause) Dolmen

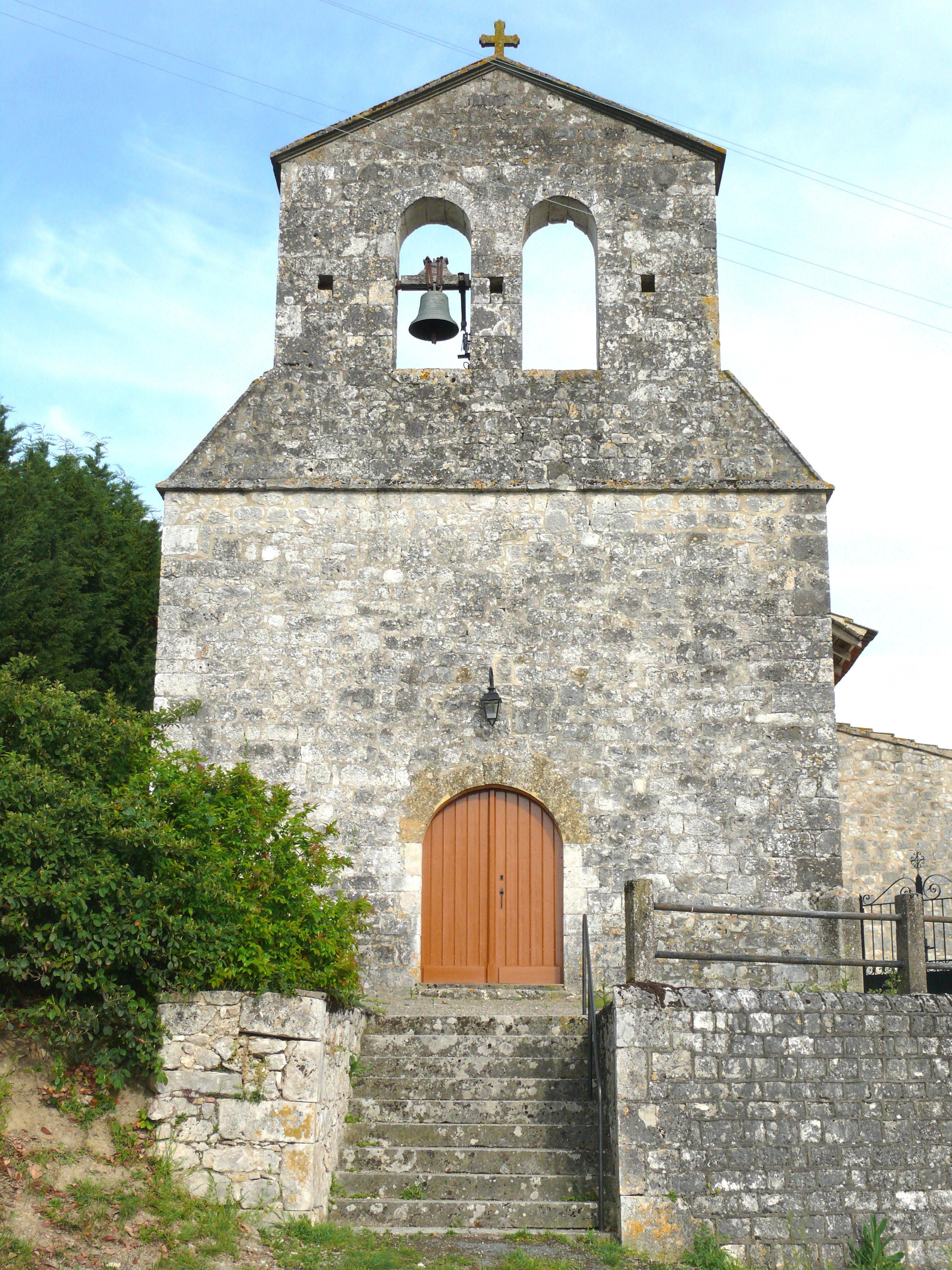
Kirche Born-de-Champs
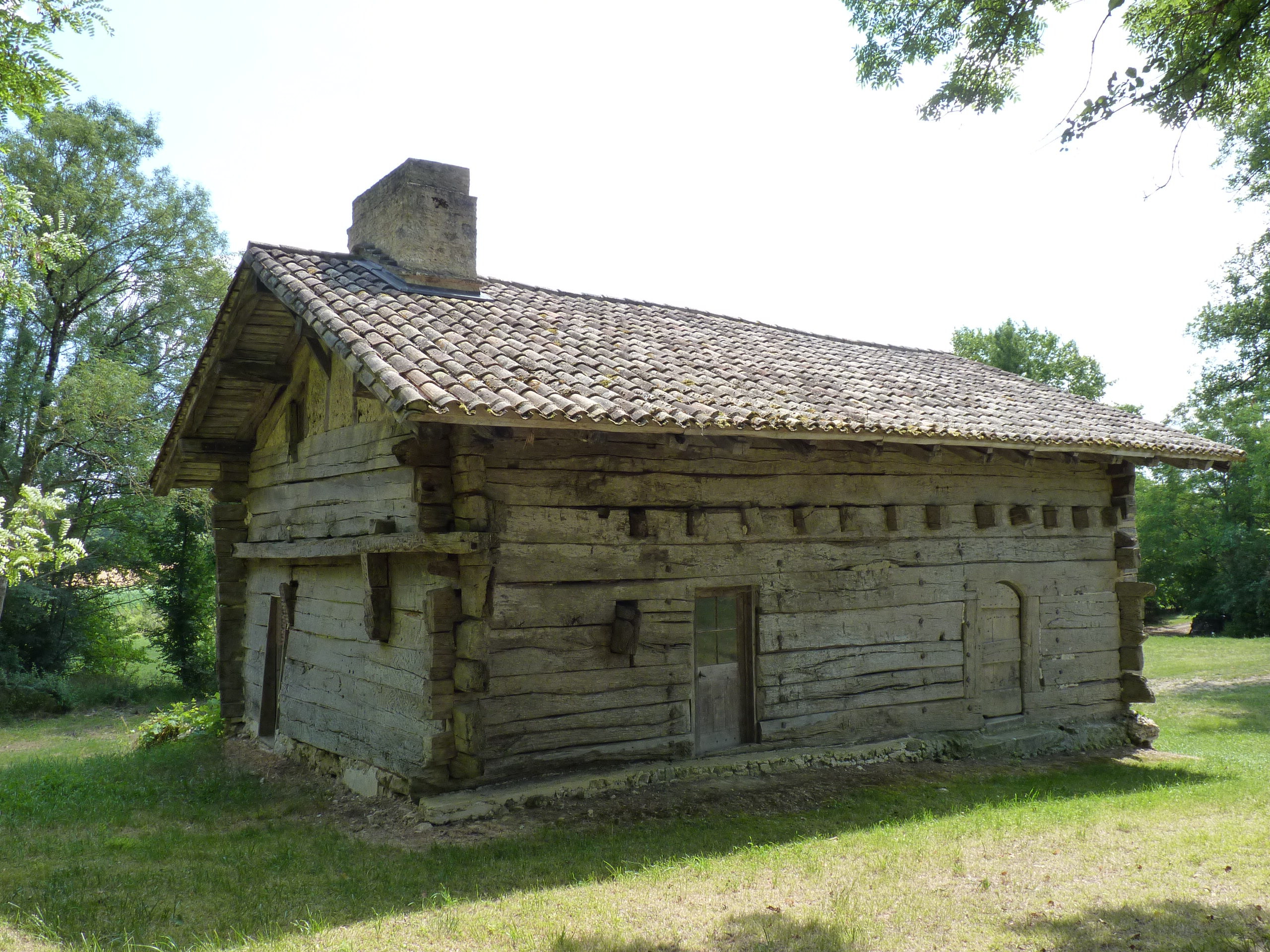
Maison à empilage de planches des Jouandis, Holzhaus, seit 1996 Monument historique
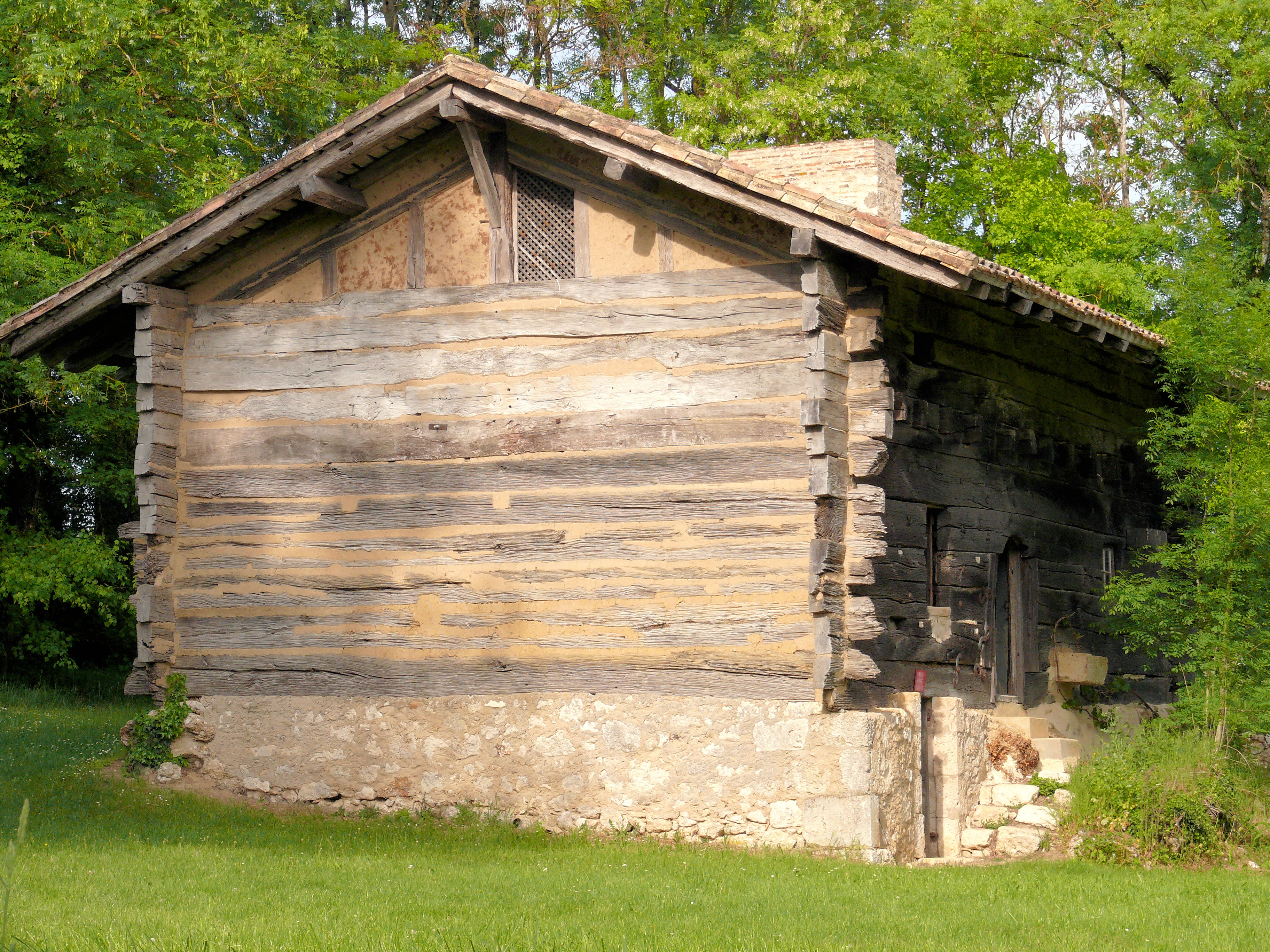
Maison à empilage de planches de Saint-Germain, seit 1997 Monument historique

- Kirche Born-de-Champs
- Maison à empilage de planches des Jouandis
- Maison à empilage de planches de Saint-Germain